# April 2018
Dit artikel geeft een chronologisch overzicht van de belangrijkste gebeurtenissen per dag van de maand april in het jaar 2018.

## Gebeurtenissen

### 2 april
- De Egyptische president Abdul Fatah al-Sisi wordt met 97 procent van de stemmen herkozen.Wikinieuws

### 8 april
- De 23-jarige Belgische wielrenner Michael Goolaerts wordt tijdens de koers Parijs-Roubaix getroffen door een hartverlamming en overlijdt.

### 11 april
- Een Iljoesjin Il-76 van de Algerijnse luchtmacht stort vlak na het opstijgen van de luchtmachtbasis in Boufarik neer. Alle inzittenden, 10 bemanningsleden en 247 passagiers, komen om het leven.Wikinieuws

### 14 april
- De Verenigde Staten, Frankrijk en het Verenigd Koninkrijk bombarderen in Syrië een wetenschappelijk onderzoekscentrum en twee wapenopslagplaatsen, als vergelding voor de gifgasaanval in Douma op 7 april.

### 20 april
- De Zweedse dj Avicii pleegt zelfmoord in Masqat, Oman. De dj, bekend van hits als Wake Me Up en Levels, werd 28 jaar.

### 30 april
- Bij een dubbele zelfmoordaanslag in de Afghaanse hoofdstad Kabul vallen zeker 25 doden, onder wie enkele journalisten.Wikinieuws

## Overleden
← · januari · februari · maart · april · mei · juni · juli · augustus · september · oktober · november · december ·  →